# Сингалевич-Мазепа, Наталья
Наталья Сингалевич-Мазепа (1882—1945) — украинский общественный деятель и врач-бактериолог.

## Биография
Сингалевич родом из Каменца-Подольского. Жена Исаака Мазепы, мать художницы Галины Мазепы-Коваль.
В Санкт-Петербурге училась в медицинском женском институте. В студенческие времена была активным членом Петербургской группы РУП-УСДРП. В Петербурге познакомилась с Исааком Мазепой, поженилась с ним, здесь 9 февраля 1910 года у них родилась дочь Наталья.
Отрабатывала государственную стипендию в Бессарабии. В 1915 году семья Мазеп осела в Екатеринославе. Когда муж во время Украинской революции занимал высокие государственные должности, жила в Екатеринославе. Целые дни, а то и ночи проводила в бактериологическом институте, где делала прививки против холеры и тифа как украинским, так и российским красным и белым воинам.
В 1921 году Исаак Мазепа послал к семье тётю Нину, имевшую опыт в военной разведке. Та с большими трудностями перевела Наталью с дочерьми — маленькой Татьяной на руках и 11-летней Галиной — за реку Збруч.
Как бактериолог работала в Екатеринославе, Волыни и Праге (с 1923 года).
Когда супруги с дочерьми Галиной и Татьяной жили в Праге, Наталья публиковалась в чешских журналах, издала на украинском языке учебник по социальной гигиене. Была профессором Украинского техническо-хозяйственного института.
14 февраля 1945 года трагически погибла вместе с внуками Владимиром и Юрием (сыновьями Галины Мазепы-Коваль) во время налёта американской авиации на Прагу.